# Mexiquense Televisión
Mexiquense Televisión es un canal de televisión que forma parte del Sistema Mexiquense de Medios Públicos (anteriormente Sistema de Radio y Televisión Mexiquense). Con sede en Metepec, Estado de México, transmite principalmente para el Estado de México con una red de 2 estaciones de televisión y 29 estaciones complementarias.

## Historia
Después de poco más de un año de la puesta en operación de la primera radiodifusora del Sistema de Radio y Televisión Mexiquense, el 10 de julio de 1984 nace por decreto el Órgano Desconcentrado Televisión Mexiquense. Los permisos iniciales incluían los canales siguientes:
- XHGEM-TV Canal 7 en Metepec
- XHTEJ-TV Canal 12 en Tejupilco
- XHATL-TV Canal 4 en Atlacomulco

El 26 de septiembre de 1984, Televisión Mexiquense inició transmisiones a través del Canal 7 de Metepec. Debido principalmente a la ampliación de Imevisión y su obtención de los derechos de transmisión de esta empresa paraestatal para utilizar el canal 7 en red nacional, en 1988 se realizó el cambio de frecuencia para transmitir en Metepec la señal de XHGEM-TV del canal 7 al canal 12.
Durante 10 años, la señal y la dependencia que la originaba no tuvieron cambios significativos, hasta que en 1998 la responsabilidad de la televisora pasó a la empresa Sistema de Radio y Televisión Mexiquense, la cual depende, a su vez, de la Secretaría de Educación, Cultura y Bienestar Social del Estado de México.
En 1999, su cobertura se extendió al oriente de la capital mexiquense, cubriendo el Valle Cuautitlán-Texcoco y el Distrito Federal (hoy Ciudad de México), por medio de XHPTP-TV Canal 34, gracias a la torre de retransmisión ubicada en el cerro Pico Tres Padres, en el municipio de Coacalco.

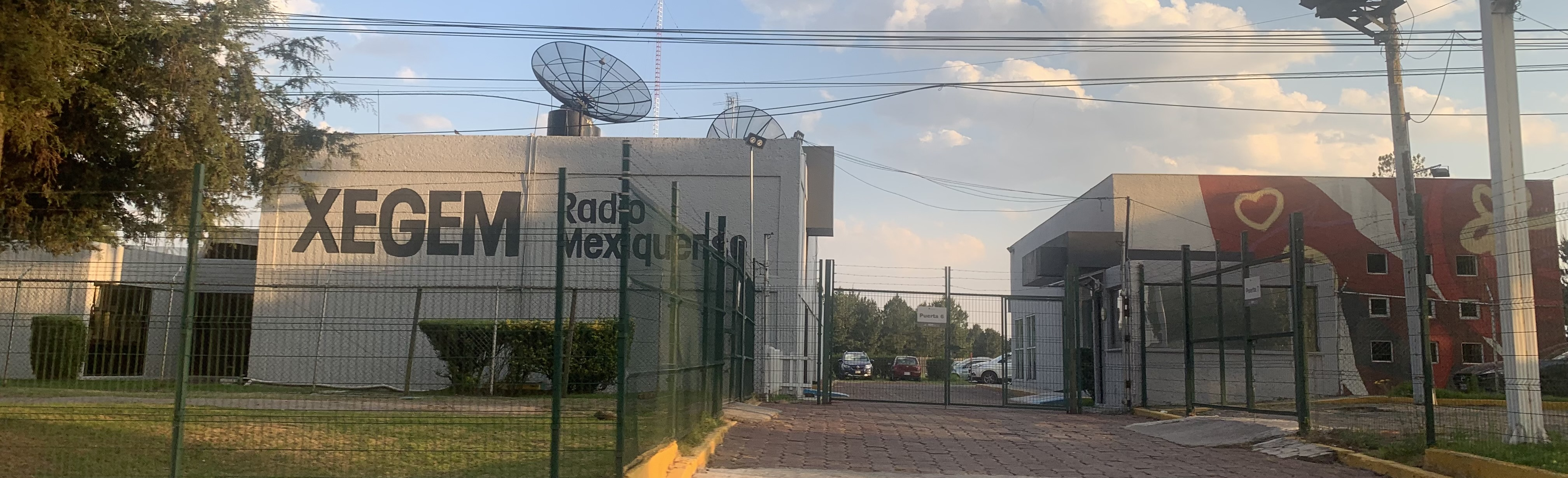
Sede de Radio Mexiquense, fotografiada en junio de 2023.

Debido principalmente al crecimiento y alcance que la señal llega a tener, el 11 de noviembre de 1999 el Sistema de Radio y Televisión Mexiquense dejó de depender de la Secretaría de Educación, Cultura y Bienestar Social para pasar a ser responsabilidad directa del gobierno del Estado de México. También se presentaron algunos cambios drásticos en el contenido de su programación, dejando de lado los temas eminentemente localistas que hasta ese entonces ocupaban la mayor parte del horario que la señal tenía al aire.
Después del año 2000, Televisión Mexiquense comenzó a ver con bueno ojos la expansión de su señal a otras partes de la república e inclusive al exterior del país, aprovechando los nuevos medios y el constante aumento de la popularidad de los sistemas de televisión de paga. Así, en 2001, gracias Sky y al satélite "Solidaridad II", su señal se extiende a todo el país. Dos años después, en noviembre de 2003, los usuarios de Cablevisión también recibieron la señal del canal. Para 2004, con la entrada en desuso del "Solidaridad II", Televisión Mexiquense migró su señal al entonces nuevo satélite del gobierno mexicano, el "Satmex 5", y su red de cobertura se amplió fuera del territorio nacional, llegando a Estados Unidos, el sur de Canadá, el Caribe, Centroamérica y la mayor parte de Sudamérica.
Finalmente, el último hito en el crecimiento del canal ocurrió el 25 de junio de 2004, cuando la señal de TV Mexiquense llegó a Internet por transmisión en vivo.

### Evolución del Logo

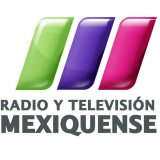
2009-2020
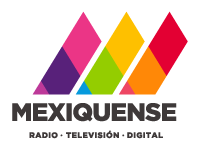
2020-2023

## Programación

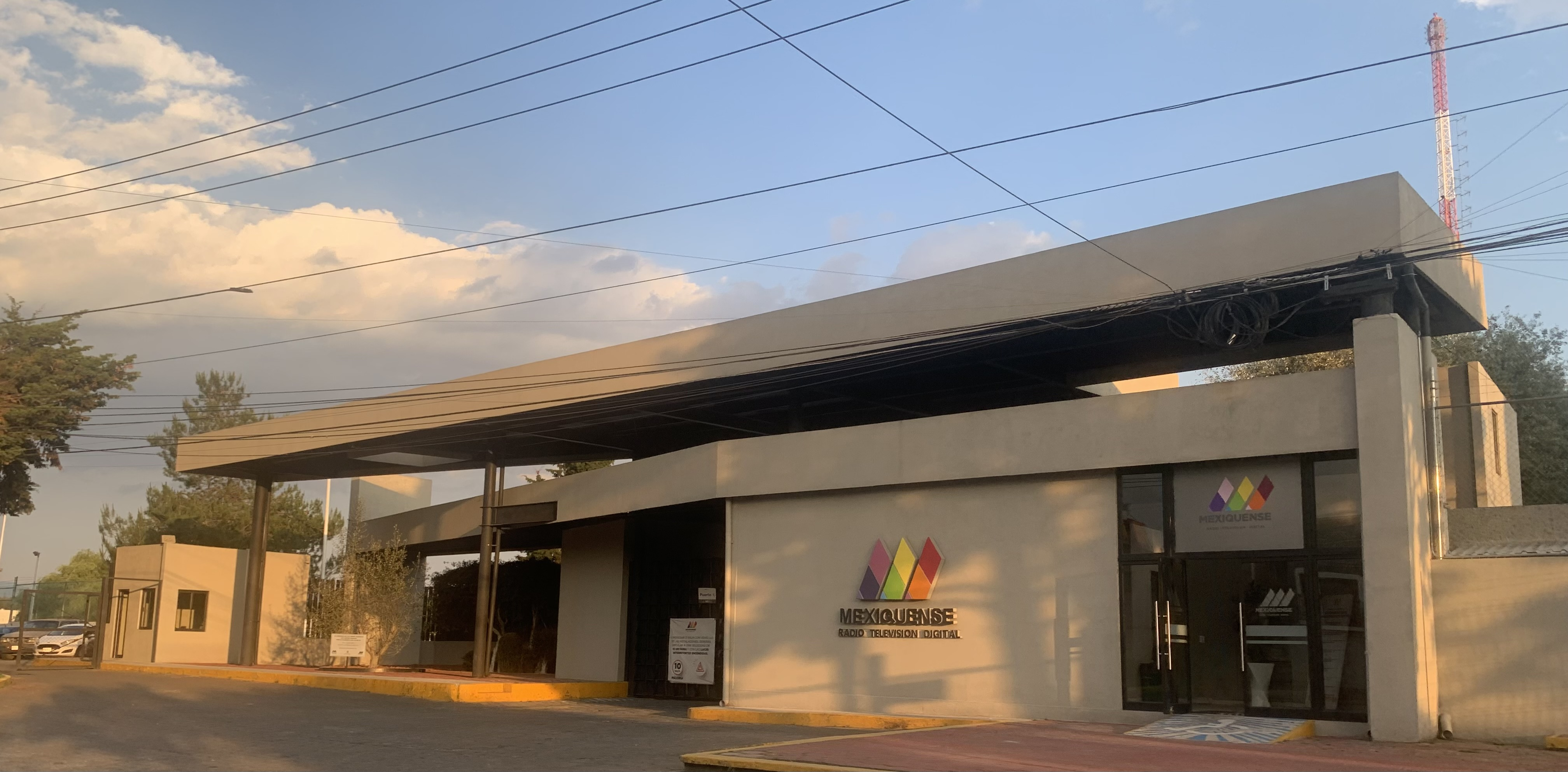
Sede de Mexiquense Televisión en Metepec, junio de 2023.

El canal cuenta con una programación muy variada, tanto en estilos como en orientación al público. Gran parte de su programación es hecha en casa, lo que le da más valor a su señal pues no dependen exclusivamente de programas adquiridos, que se limitan casi exclusivamente a películas, telenovelas y caricaturas extranjeras.
- Los programas infantiles constan principalmente de caricaturas y de programas hechos en casa con temas diversos. El principal espacio para esta programación es denominado Click Club!, el cual está actualmente en su segunda época.
- En los deportes, el canal da seguimiento de los partidos y con programas dedicados a los equipos de fútbol de la entidad, como son el Deportivo Toluca y el Atlético Mexiquense. Además incluye programas diarios de análisis y noticias deportivas, así como algunos programas periódicos que abarcan otros deportes, como el automovilismo.
- Las noticias son programadas en diversos cortes informativos y en programas con horario establecido, aunque se abarcan tanto las noticias nacionales e internacionales, las noticias de carácter local para el Estado de México tienen prioridad en estos espacios. Además de otros programas, también son emitidos los noticieros de las televisoras Deutsche Welle de Alemania y RT de Rusia.
- Al ser un canal dependiente del gobierno de la entidad mexiquense, el contenido político ocupa un lugar principal en la programación del canal.
- Mexiquense TV ha transmitido en los últimos 10 años, varias telenovelas de origen coreano con un éxito importante.

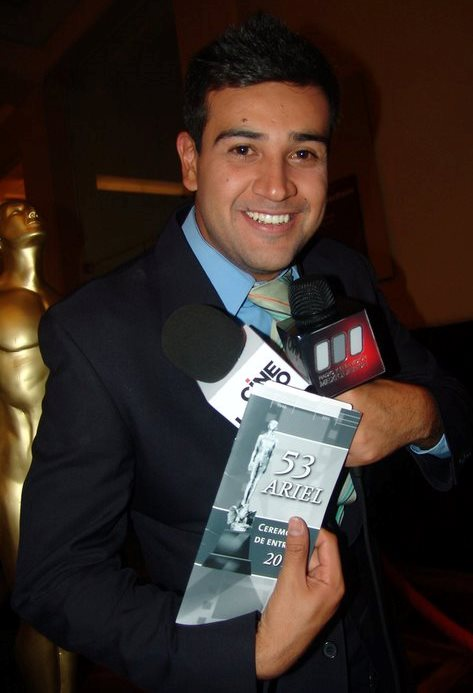
Rolando Martínez, conductor de Cinescape.

- Desde sus inicios, Mexiquense TV ha contado con un programa de revista matutino, que ha cambiado tanto de nombre como de contenidos a lo largo del tiempo pero siempre ha sido parte de su programación un programa de este género. Actualmente, el programa es denominado "De Buenas".
- La programación juvenil también forma parte importante del canal, entre estos destacan el programa de vídeos La zona, Cinescape conducido por Rolando Martínez. Y más recientemente una nueva temporada de Retuit TV, ahora conducido por Juan Carlos Nungaray y Magua Romero, esta emisión trata de temas de tecnología, redes, marketing digital y actualidad.